# Hamsi
Hamsi — криптографическая хеш-функция, в основу которой положены алгоритмы Grindahl и Serpent. Эта хеш-функция не запатентована и является общественным достоянием. Существуют две разновидности алгоритма: Hamsi-256 и Hamsi-512. В основе алгоритма лежат функция разложения и циклическая трансформация. Циклическая трансформация работает с четырьмя строками матрицы состояний. Число столбцов этой матрицы равно 4 для Hamsi-256, 8 для Hamsi-512. Элементами матрицы являются слова размером 32 бита.

## История
Hamsi была одним из участников в открытом конкурсе SHA-3 Национального института стандартов и технологий по разработке новых криптографических хеш-функций, которые преобразуют сообщения переменной длины в сжатые текстовые строки фиксированной длины, что может быть использовано для электронно-цифровых подписей, аутентификации сообщений и других применений. В первом раунде соревнования приняли участие 51 кандидат. 14 из них (включая Hamsi) прошли во второй тур. Однако Hamsi не попала в число 5 кандидатов последнего тура, объявленных 10 декабря 2010 года.

## Описание

### Общая структура
Hamsi использует такие преобразования, как конкатенация (англ. Concatenation), перестановка (англ. Permutation) и округление (англ. Truncation), которые также используются в других алгоритмах хеширования, например Snefru и Grindahl. В алгоритме также применяется функции расширения текста сообщения (англ. Message expansion) и распространения связывающего значения (англ. Chaining value) на каждой итерации. Для нелинейных перестановок (англ. Non-linear Permitations) используются линейные преобразования и один S-box из блочного шифрования Serpent. Общую структуру Hamsi можно представить в виде:
| 1 | Message Expansion       | E : {0, 1}{\displaystyle ^{m}} → {0, 1}{\displaystyle ^{n}}                              |
| 2 | Concatenation           | C : {0, 1}{\displaystyle ^{n}} x {0, 1}{\displaystyle ^{n}} → {0, 1}{\displaystyle ^{s}} |
| 3 | Non-linear Permutations | P,P{\displaystyle _{f}} : {0, 1}{\displaystyle ^{s}} → {0, 1}{\displaystyle ^{s}}        |
| 4 | Truncation              | T : {0, 1}{\displaystyle ^{s}} → {0, 1}{\displaystyle ^{n}}                              |

Обозначения:
| F{\displaystyle _{n}}   | Конечное поле из n элементов                            |
| <<<                     | Циклический сдвиг влево                                 |
| {\displaystyle \oplus } | Исключающее ИЛИ (XOR)                                   |
| <<                      | Битовый сдвиг влево                                     |
| [n, m, d]               | Код длины n, размерностью m и минимальным расстоянием d |

Значения m, n и s для различных вариантов Hamsi представлены в следующей таблице:
|           | m  | n   | s    |
| Hamsi-256 | 32 | 256 | 512  |
| Hamsi-512 | 64 | 512 | 1024 |

Пусть (M1||M2||M3|| . . . ||M{\displaystyle _{\ell }}||) уже дополненное сообщение, тогда разновидности Hamsi могут быть описаны следующим образом:
Hamsi-256:
h{\displaystyle _{i}} = (T ◦ P ◦ C(E(M{\displaystyle _{i}}), h{\displaystyle _{i}}−1)) ⊕ h{\displaystyle _{i}}−1, h{\displaystyle _{0}} = {\displaystyle i}v256, 0 < {\displaystyle i} < {\displaystyle \ell }
h = (T ◦ P{\displaystyle _{f}} ◦ C(E(M{\displaystyle _{\ell }}), h{\displaystyle _{\ell }}−1)) ⊕ h{\displaystyle _{\ell }}−1
Hamsi-512:
h{\displaystyle _{i}} = (T ◦ P ◦ C(E(M{\displaystyle _{i}}), h{\displaystyle _{i}}−1)) ⊕ h{\displaystyle _{i}}−1, h{\displaystyle _{0}} = {\displaystyle i}v512, 0 < {\displaystyle i} < {\displaystyle \ell }
h = (T ◦ P{\displaystyle _{f}} ◦ C(E(M{\displaystyle _{\ell }}), h{\displaystyle _{\ell }}−1)) ⊕ h{\displaystyle _{\ell }}−1

### Начальные значения
Начальным значением для алгоритма является начальное значение связывающего значения h{\displaystyle _{0}}. Оно получено с помощью кодировки UTF-8 следующего сообщения: «Ozgul Kucuk, Katholieke Universiteit Leuven, Departement Elektrotechniek,
Computer Security and Industrial Cryptography, Kasteelpark Arenberg 10, bus
2446, B-3001 Leuven-Heverlee, Belgium.» Начальные значения для различных разновидностей алгоритма представлены в следующей таблице:
| 0x76657273, 0x69746569, 0x74204c65, 0x7576656e |
| 0x2c204b61, 0x74686f6c, 0x69656b65, 0x20556e69 |

| 0x73746565, 0x6c706172, 0x6b204172, 0x656e6265 |
| 0x72672031, 0x302c2062, 0x75732032, 0x3434362c |
| 0x20422d33, 0x30303120, 0x4c657576, 0x656e2d48 |
| 0x65766572, 0x6c65652c, 0x2042656c, 0x6769756d |

### Дополнение сообщения
Hamsi оперирует с блоками сообщений длиной 32 и 64 бита для алгоритмов Hamsi-256 и Hamsi-512 соответственно. Если длина блока меньше чем необходимо, тогда происходит дополнение сообщения (англ. Message padding). Дополнение происходит следующим образом. К сообщению справа добавляется один бит значением '1', а затем добавляются биты со значениями равными '0' до тех пор пока длина сообщения не станет равной 32 или 64. Пример:
Есть сообщение длиной 24 бита
| 1010 0110 1110 1111 1111 0000 |

После дополнения до 32-х битного оно будет выглядеть так
| 1010 0110 1110 1111 1111 0000 | 1000 0000 |

### Расширение сообщения
Hamsi использует линейные коды для расширения сообщений. Для Hamsi-256 расширение сообщения длиной 32 бита в сообщение длиной 256 бит производится с помощью кода [128, 16, 70] над полем F{\displaystyle _{4}}. Для Hamsi-512 расширение сообщения длиной 64 бита в сообщение длиной 512 бит производится с помощью кода [256, 32, 131] над полем F{\displaystyle _{4}}.

### Конкатенация
К словам расширенного сообщения (m{\displaystyle _{0}},m{\displaystyle _{1}}, . . . ,m{\displaystyle _{i}}) приписывается связывающее значение (c{\displaystyle _{0}}, c{\displaystyle _{1}}, . . . , c{\displaystyle _{j}}). Значения i и j равны 7 для Hamsi-256 и 15 для Hamsi-512. Затем над полученным сообщением будет произведена нелинейная перестановка P. Метод конкатенации определяет порядок следования битов на входе Р.
В Hamsi-256
C: {0, 1}{\displaystyle ^{256}}x{0, 1}{\displaystyle ^{256}} → {0, 1}{\displaystyle ^{512}}, а подробнее
C(m{\displaystyle _{0}},m1, . . . ,m7, c0, c1, . . . , c7) = (m0,m1, c0, c1, c2, c3,m2,m3,m4,
m5, c4, c5, c6, c7,m6,m7)
Порядок слов легче всего запомнить с помощью следующей таблицы, результат из которой можно получить построчным считыванием:
| m0 | m1 | c0 | c1 |
| c2 | c3 | m2 | m3 |
| m4 | m5 | c4 | c5 |
| c6 | c7 | m6 | m7 |

В Hamsi-512
C: {0, 1}{\displaystyle ^{512}} × {0, 1}{\displaystyle ^{512}} → {0, 1}{\displaystyle ^{1024}}, а подробнее
C(m0,m1, . . . ,m14,m15, c0, c1, . . . , c14, c15) = (m0,m1, c0, c1,m2,m3, c2, c3,
c4, c5,m4,m5, c6, c7,m6,m7,m8,
m9, c8, c9,m10,m11, c10, c11, c12,
c13,m12,m13, c14, c15,m14,m15)

### Нелинейная перестановка P
Нелинейная перестановка состоит из трех этапов
- Над входными битами, константами и счетчиком выполняется операция XOR
- Затем следует применение 4-битных S-боксов
- И наконец несколько применений линейного преобразования L

Все это повторяется столько раз, сколько задано количество циклов. На вход каждый раз поступает сообщение (s0, s1, s2, . . . , sj), где j равно 15 для Hamsi-256 и 31 для Hamsi-512.

#### 1) Прибавление констант и счетчика
На этом этапе над входным сообщением, константами и счетчиком выполняется операция XOR. Счетчик определяет номер выполненного цикла. Для первого цикла c равен 0, для второго с = 1 и так далее. Используемые константы приведены в следующей таблице:
| α0 = 0xff00f0f0  | α1 = 0xccccaaaa  | α2 = 0xf0f0cccc  | α3 = 0xff00aaaa  |
| α4 = 0xccccaaaa  | α5 = 0xf0f0ff00  | α6 = 0xaaaacccc  | α7 = 0xf0f0ff00  |
| α8 = 0xf0f0cccc  | α9 = 0xaaaaff00  | α10 = 0xccccff00 | α11 = 0xaaaaf0f0 |
| α12 = 0xaaaaf0f0 | α13 = 0xff00cccc | α14 = 0xccccf0f0 | α15 = 0xff00aaaa |
| α16 = 0xccccaaaa | α17 = 0xff00f0f0 | α18 = 0xff00aaaa | α19 = 0xf0f0cccc |
| α20 = 0xf0f0ff00 | α21 = 0xccccaaaa | α22 = 0xf0f0ff00 | α23 = 0xaaaacccc |
| α24 = 0xaaaaff00 | α25 = 0xf0f0cccc | α26 = 0xaaaaf0f0 | α27 = 0xccccff00 |
| α28 = 0xff00cccc | α29 = 0xaaaaf0f0 | α30 = 0xff00aaaa | α31 = 0xccccf0f0 |

В Hamsi-256
(s0, s1, . . . , s15) := (s0 ⊕ α0, s1 ⊕ α1 ⊕ c, s2, . . . , s15 ⊕ α15)
В Hamsi-512
(s0, s1, . . . , s31) := (s0 ⊕ α0, s1 ⊕ α1 ⊕ c, s2, . . . , s31 ⊕ α31)

#### 2) Этап подстановки
На этом этапе происходит подстановка 4-битных S-боксов, взятых из алгоритма Serpent. Hamsi очень удобно спроектирован для параллельного вычисления. Все 128 идентичных S-боксов (256 для Hamsi-512) могут обсчитываться в одно и то же время, что ускоряет работу алгоритма. S-box используемый в Hamsi:
| x    | 0 | 1 | 2 | 3 | 4 | 5 | 6 | 7 | 8 | 9 | 10 | 11 | 12 | 13 | 14 | 15 |
| s[x] | 8 | 6 | 7 | 9 | 3 | C | A | F | D | 1 | E  | 4  | 0  | B  | 5  | 2  |

#### 3) Этап преобразования
Этап преобразования основан на нескольких применениях линейного преобразования L: {0, 1}{\displaystyle ^{128}} → {0, 1}{\displaystyle ^{128}}. L оперирует с 32-битными словами. В общем виде преобразование можно записать в виде (si, sj, sk, sl) := L(si, sj, sk, sl).
Более подробное описание преобразования L(a, b, c, d):
a := a <<< 13
c := c <<< 3
b := b ⊕ a ⊕ c
d := d ⊕ c ⊕ (a << 3)
b := b <<< 1
d := d <<< 7
a := a ⊕ b ⊕ d
c := c ⊕ d ⊕ (b << 7)
a := a <<< 5
c := c <<< 22

### Округление
Округление T : {0, 1}512 → {0, 1}256 в Hamsi-256 определяется следующим образом:
T (s0, s1, s2, . . . , s14, s15) = (s0, s1, s2, s3, s8, s9, s10, s11)
В Hamsi-512 округление T : {0, 1}1024 → {0, 1}512 определяется так:
T (s0, s1, s2, . . . , s30, s31) = (s0, s1, s2, s3, s4, s5, s6, s7, s16, s17, s18, s19, s20, s21, s22, s23)
Округление осуществляется после финального цикла нелинейной перестановки.

### Нелинейная перестановка Pf
Нелинейные перестановки P и Pf отличаются только константами. Также Pf применяется только к последнему блоку сообщений как финальное преобразование.
Константы для Pf:
| α0 = 0xcaf9639c  | α1 = 0x0ff0f9c0  | α2 = 0x639c0ff0  | α3 = 0xcaf9f9c0  |
| α4 = 0x0ff0f9c0  | α5 = 0x639ccaf9  | α6 = 0xf9c00ff0  | α7 = 0x639ccaf9  |
| α8 = 0x639c0ff0  | α9 = 0xf9c0caf9  | α10 = 0x0ff0caf9 | α11 = 0xf9c0639c |
| α12 = 0xf9c0639c | α13 = 0xcaf90ff0 | α14 = 0x0ff0639c | α15 = 0xcaf9f9c0 |
| α16 = 0x0ff0f9c0 | α17 = 0xcaf9639c | α18 = 0xcaf9f9c0 | α19 = 0x639c0ff0 |
| α20 = 0x639ccaf9 | α21 = 0x0ff0f9c0 | α22 = 0x639ccaf9 | α23 = 0xf9c00ff0 |
| α24 = 0xf9c0caf9 | α25 = 0x639c0ff0 | α26 = 0xf9c0639c | α27 = 0x0ff0caf9 |
| α28 = 0xcaf90ff0 | α29 = 0xf9c0639c | α30 = 0xcaf9f9c0 | α31 = 0x0ff0639c |

### Количество циклов
Количество циклов для различных вариантов Hamsi приведены в таблице:
|           | Hamsi-256 | Hamsi-512 |
| P циклов  | 3         | 6         |
| Pf циклов | 6         | 12        |

Во втором туре соревнования SHA-3 появилась новая модификация алгоритма под названием Hamsi-256/8. Её отличие от Hamsi-256 в том, что количество Pf циклов теперь равно 8.